# Anna Jakubczak
Anna Jakubczak (née le 2 février 1973 à Zamość) est une athlète polonaise, spécialiste des courses de demi-fond. 

## Biographie
Quatrième des championnats d'Europe 1998, Anna Jakubczak atteint à deux reprises la finale des Jeux olympiques (6e en 2000 et 7e en 2004), et à deux reprises la finale des championnats du monde (7e en 1999 et 2005).

### Palmarès
| Date | Compétition                | Lieu     | Résultat | Épreuve | Performance   |
| ---- | -------------------------- | -------- | -------- | ------- | ------------- |
| 1998 | Championnats d'Europe      | Budapest | 4e       | 1 500 m | 4 min 13 s 33 |
| 1999 | Coupe d'Europe des nations | Paris    | 2e       | 1 500 m | 4 min 13 s 90 |
| 1999 | Championnats du monde      | Séville  | 7e       | 1 500 m | 4 min 04 s 40 |
| 2000 | Jeux olympiques            | Sydney   | 6e       | 1 500 m | 4 min 06 s 49 |
| 2004 | Jeux olympiques            | Athènes  | 7e       | 1 500 m | 4 min 00 s 15 |
| 2005 | Championnats du monde      | Helsinki | 7e       | 1 500 m | 4 min 03 s 38 |

### Records
| Épreuve | Performance   | Lieu    | Date         |
| ------- | ------------- | ------- | ------------ |
| 800 m   | 2 min 00 s 78 | Sopot   | 29 mai 1999  |
| 1 500 m | 4 min 00 s 15 | Athènes | 28 août 2004 |